# Gorla Minore
Gorla Minore – miejscowość i gmina we Włoszech, w regionie Lombardia, w prowincji Varese.
Według danych na rok 2004 gminę zamieszkiwały 7444 osoby, 1063,4 os./km².